# Гіндешти
Гіндешти (рум. Ghindesti, Гіндешть) — місто в Флорештському районі Молдови. Залізнична станція. У радянський час називався Ленінський.

## Відомі жителі
- Павло Олександрович Крушеван — російський і молдовський журналіст, прозаїк, публіцист.